# اريك ستيفن شتال
اريك ستيفن شتال (بالإنجليزية: Eric Steven Stahl)‏ هو كاتب سيناريو ومخرج أمريكي، ولد في 4 أبريل 1959 في إنسينو ‏ في الولايات المتحدة.

## وصلات خارجية
- اريك ستيفن شتال على موقع IMDb (الإنجليزية)
- اريك ستيفن شتال على موقع ألو سيني (الفرنسية)
- اريك ستيفن شتال على موقع أول موفي (الإنجليزية)
- اريك ستيفن شتال على موقع قاعدة بيانات الأفلام السويدية (السويدية)
- اريك ستيفن شتال على موقع قاعدة بيانات الفيلم (الإنجليزية)
- اريك ستيفن شتال على موقع كينوبويسك (الروسية)